# Meridiano 135 oeste
El meridiano 135 oeste de Greenwich es una línea de longitud que se extiende desde el polo norte atravesando el océano Ártico, América del Norte, el océano Pacífico, el océano Antártico y la Antártida hasta el polo sur.
El meridiano 135 oeste forma un gran círculo con el meridiano 45 este.
El tiempo de Alaska está basado en el tiempo solar medio de este meridiano.
Comenzando en el polo norte y dirigiéndose hacia el polo sur, el meridiano 135 oeste pasa a través de:
| Coordenadas                         | País, territorio o mar | Notas                                                                           |
| ----------------------------------- | ---------------------- | ------------------------------------------------------------------------------- |
| 90°0′N 135°0′O / 90.000, -135.000   | Océano Ártico          | Mar de Beaufort                                                                 |
| 74°33′N 135°0′O / 74.550, -135.000  | Mar de Beaufort        |                                                                                 |
| 69°28′N 135°0′O / 69.467, -135.000  | Canadá                 | Territorios del Noroeste - Isla Richards y continental Yukón Columbia Británica |
| 59°19′N 135°0′O / 59.317, -135.000  | Estados Unidos         | Alaska - Alaska Panhandle (continental)                                         |
| 58°47′N 135°0′O / 58.783, -135.000  | Lynn Canal             |                                                                                 |
| 58°31′N 135°0′O / 58.517, -135.000  | Estados Unidos         | Alaska - Lincoln Island                                                         |
| 58°29′N 135°0′O / 58.483, -135.000  | Lynn Canal             | Pasa justo al oeste de la Isla del Almirantazgo, Alaska, Estados Unidos         |
| 58°3′N 135°0′O / 58.050, -135.000   | Estados Unidos         | Alaska - Isla de Chichagof y Isla de Baranof                                    |
| 56°29′N 135°0′O / 56.483, -135.000  | Océano Pacífico        |                                                                                 |
| 23°6′S 135°0′O / -23.100, -135.000  | Polinesia Francesa     | Isla Mangareva                                                                  |
| 23°7′S 135°0′O / -23.117, -135.000  | Océano Pacífico        |                                                                                 |
| 60°0′S 135°0′O / -60.000, -135.000  | Océano Antártico       |                                                                                 |
| 74°31′S 135°0′O / -74.517, -135.000 | Antártida              | Territorio no reclamado                                                         |